# Svend Aage Rask
Svend Aage Rask (14 de julho de 1935 - 29 de junho de 2020) foi um futebolista dinamarquês, que atuava como goleiro.

## Carreira
Svend Aage Rask fez parte do elenco da Seleção Dinamarquesa de Futebol que disputou a Eurocopa de 1964.

## Ligações Externas
- Perfil em FIFA.com (em inglês)